# Nəsib bəy Yusifbəyli
Nəsib bəy Yusifbəyli (ur. 1881, zm. 1920) – azerski polityk.
Podczas rewolucji 1905–1907 kierował organizacją Difai. Był jednym z przywódców prawego skrzydła powołanej w 1917 partii Musawat. Sceptycznie odnosił się do powołania Zakaukaskiej Demokratycznej Republiki Federacyjnej, opowiadał się raczej za ideą wielkiego Azerbejdżanu. Po proklamowaniu Demokratycznej Republiki Azerbejdżanu (28 maja 1918) objął funkcję ministra finansów. Piastował ją do czerwca 1918. 14 kwietnia 1919 stanął na czele rządu. Kolejny gabinet utworzył 29 grudnia 1919. Upadł on w pierwszej połowie 1920, po wycofaniu się zeń socjalistów. Yusifbəyli został zamordowany (w maju 1920), po wkroczeniu do Azerbejdżanu Armii Czerwonej.